# Иван Буров
Иван Димитров Буров е български банкер, един от водещите финансисти в страната през първата половина на 20 век.

## Произход
Иван Буров е роден като първи син на 14 май (2 май стар стил) 1873 година в Горна Оряховица в семейството на видния търговец Димитър Буров и неговата съпруга Кинка Поптодорова. Негов по-малък брат е известният български политик и дипломат Атанас Буров. Той е потомък по бащина линия и на изтъкнатия възрожденски род Михайловски от Елена, чийто най-ярък представител е Иларион Макариополски, чичо на баща му. Близък родственик, братовчед на баща му, е изтъкнатият български писател и общественик Стоян Михайловски. 

## Биография
Завършва търговска академия във Виена, след което работи в клона на Креди Лионе в Марсилия. Владее свободно немски, френски, руски и английски. След завръщането си в България се установява в Свищов, където работи в Българска търговска банка.
През 1900 г. се премества в Русе, където развива широка финансова и стопанско-управленска дейност, a през 1909 година се премества в София и става член на Управителния съвет на Българската търговска банка.
Воюва като офицер в Балканските войни и в Първата световна война. През 1917 г. е изтеглен от фронта и е назначен за специалист стопановед в Дирекцията за стопански грижи и обществена предвидливост. Пътува често до Берлин и столиците на държавите от Централните сили, подготвя сделки и сключва стопански договори, участва в състава на българската делегация в Брест-Литовск. След войната се установява окончателно в София.
С помощта на сътрудниците си – минни инженери и стопански специалисти, превръща Акционерното дружество „Бъдеще" във водещо минно предприятие, което допринася за разкриване на подземните богатства на България и внася редица подобрения на труда при подземни условия. Като опитен финансист 30 години е председател на управителния съвет на Българска търговска банка, реорганизира фамилната фирма от събирателно дружество в по-удобната акционерна форма, като създава „Банка Д. А. Буров & С-ие. Акционерно дружество". Заявява силно присъствие в първото застрахователно дружество „България", което през 1931 г. прераства в Акционерно дружество „България—презастрахователно".
Иван Буров е акционер в редица фирми. С участието си в техните управителни тела съдейства за развитието на различни промишлени отрасли: производство на цимент – АД „Гранитоид"; добив на електроенергия – АД „Адрее" и АД „Орион"; тютюнева промишленост – Консорциум за тютюн – София, и Съединени тютюневи фабрики – Плевен; мелничарство – АД „Червен бряг", АД „Гиран" и АД „Нови пазар"; текстилна промишленост – АД „Свети Георги" – Трявна; керамична индустрия – АД „Труд" – Русе, и АД „Работник" – София; производство на машини – АД „Е. Мюлхаупт & С-ие" – Русе; вестникарство и печатарство – АД „Стопанско развитие" – София, и АД „Мир"; производство на спирт – АД „Янтра" – Горна Оряховица; Книжно-мукавена фабрика – Княжево; Семепроизводителна станция „Д.А. Буров & С-ие" – Горна Оряховица, и семейното предприятие със значителен принос в развитието на кредита, търговията и земеделието.
Повече от 20 години е председател на Съюза на българските индустриалци и участва в ръководството на Съюза на акционерните дружества.
Полага грижи за в. „Мир" и допринася за превръщането му в един от най-добре списваните вестници.
Научните интереси на Ив. Буров обхващат широк кръг въпроси. Литературата, която го интересува, си изписва и чете в оригинал. Има специални интереси към археологическата наука и нумизматиката. Става един от основателите и член е на Българския археологически институт. Основава към института фонд за развитие на археологическата наука и за археологически проучвания. Създава ценна и с научна стойност нумизматична сбирка.
Иван Буров умира на 9 декември 1939 година в София. В деня на погребението му вместо венци Българската търговска банка и групата „България" внасят съответно по 30000 и 20000 лева в основания от него фонд към Археологическия институт.

## Семейство
Женен е за Иванка (Жана) Алексиева, дъщеря на големия български лекар д-р Алекси Христов и сестра на проф.д-р Владимир Алексиев. Има 6 деца – трима сина и три дъщери, сред които най-известни са: художничката Тодорка Бурова (1902 – 1985), минния инженер Димитър Иванов Буров (1904 – 1985) и Радка Иванова Мусева (1912 – ?).
Семейната къща на Жана и Иван Бурови е една от най-представителните сгради в Русе, известна като двореца на Буров. След 1944 г. домът е конфискуван и дълги години е Пионерски дворец, носещ името на русенския комунистически функционер Иван Димитров.  Синът му Димитър Буров е съден през 1953 година в т.нар. Буров процес и получава смъртна присъда, заменена по-късно с продължителен затвор.